# 河田陽菜
河田 陽菜（かわた ひな、2001年〈平成13年〉7月23日 - ）は、日本のアイドルであり、女性アイドルグループ日向坂46のメンバーである。山口県下関市出身。Seed & Flower所属。

## 略歴
2001年（平成13年）7月23日に生まれる。小学生時代にはエレクトーンを習っていた。中学生時代にはバレーボール部に所属していた。
2017年（平成29年）8月13日、『けやき坂46 追加メンバー募集オーディション』に合格し、翌々日の15日に同オーディション合格者として披露された。
2019年（平成31年 / 令和元年）2月11日、自身の所属グループであるけやき坂46が日向坂46に改称された。同年7月17日に発売された日向坂46の2ndシングル『ドレミソラシド』では、初めて表題曲のフロントメンバーに抜擢される。
2022年（令和4年）3月1日、自身の1st写真集『思い出の順番』（講談社）が発売される。河田の出身地である下関をはじめ、奄美、鎌倉、東京など、国内各所で通常の写真集の5倍以上の規模でロケを行っており、収録ページ数は通常の2.5倍以上となる256ページと、坂道シリーズの写真集では過去最多となっている。同作品は発売初週に7.6万部の売上を記録し、同年3月14日付の「オリコン週間BOOKランキング」で1位を獲得した。
2023年（令和5年）4月7日からは、1期生の佐々木美玲、2期生の富田鈴花とともに『ローソン presents 日向坂46のほっとひといき!』（TOKYO FM）のパーソナリティを務めている。同年7月26日に発売された日向坂46の10thシングル『Am I ready?』に収録されている楽曲「ガラス窓が汚れてる」で、表題曲に選抜されたメンバー全員による楽曲としては自身初のセンターポジションを担当した。同年11月9日には、自身のInstagramアカウントを開設した。
2025年（令和7年）8月4日、同年9月17日に発売予定の15thシングル『お願いバッハ!』での活動をもって日向坂46を卒業すると発表した。同年11月19日に、日向坂46 ARENA TOUR 2025『MONSTER GROOVE』において、卒業セレモニーが実施される予定。

## 人物
愛称は、KAWADAさん、おひな。姓は「かわた」と読むにもかかわらず「かわだ」と読ませる愛称が定着した理由は、日向坂46のメンバーで同期の濱岸ひよりに、東京の病院で自身の苗字を「かわだ」と誤読されがちであるという話をしたところ、濱岸が「かわださん」と呼ぶようになった事によって、それが広まってしまったからであると語っている。ファンネームは「ヒナーズ」。
「妹キャラ」がメンバー間に定着しており、グループの冠番組『HINABINGO!』（日本テレビ）の2019年5月13日に放送された企画「理想『姉妹』ナンバー1決定戦‼︎」では、「妹にしたいメンバー」で1位に選ばれた。河田を選んだ理由について、1期生の加藤史帆は「彼女は何もしてないんですけど癒してくれる」、同じく1期生の高本彩花は「すべての行動がかわいくて愛おしくてたまらなくなる」、後輩である3期生の上村ひなのは「妹にしたい性格でいらっしゃる」などと語っている。
全方位から愛される天性のキャラクターと言われており、グループの冠番組『日向坂で会いましょう』のMCであるオードリー・春日俊彰は、「メンバーからの人気も高くて、アイドルにモテるアイドルみたいな立ち位置っていうのも、面白いんじゃないか」と述べている。
地元である山口県への愛着が強く、『日向坂で会いましょう』の2020年4月13日放送回では、自身がやりたい企画として、山口県の伝説を探す「河田探検隊」とのロケ企画を提案した。また、2021年1月16日放送『山口放送開局65周年記念 追跡!長州ツイートトラベル』（日本テレビ系）では、実際に山口県でのロケに参加し、山口県出身者としてMCのカミナリを案内している。
小学生時代を振り返って、自身は活発な性格であったと述べている。中学生時代には「人前に立つと緊張するけれど、それ以上に好奇心が勝る」という理由から、応援団に所属していた。

### 交友関係
乃木坂46の佐藤璃果とは、『けやき坂46 追加メンバー募集オーディション』の審査会場で仲良くなり、現在は一緒にディズニーランドへ行くような関係となっている。
日向坂46のメンバー内では、同期生で同じ地方組の濱岸ひよりと特に仲が良い。

### 嗜好・趣味
外の匂いをかぐことが好きで、中でも季節の変わり目、特に夏から秋へ変化する時期の夜の匂いが好きであると語っている。また、ホラー映画やお化け屋敷が好きで、日向坂46のメンバーと鑑賞したりしている。
お笑いコンビのサンドウィッチマンが好きで、けやき坂46時代の冠番組『KEYABINGO!4』（日本テレビ）で共演した際にその旨を伝えたところ、サンドウィッチマンからDVDをプレゼントされた。
好きな食べ物としてから揚げを挙げている。また、好みの傾向として、スープ系ではコーンスープよりクラムチャウダーが好きで、おせちの具では伊達巻が一番好きであるという。

### 特技
小学生時代にならっていたエレクトーンを弾くことが出来る。また、関連する楽器としてピアノも弾くことが可能で、けやき坂46の1stアルバムリード曲「期待していない自分」のMV内では、何らかの曲を演奏している姿が見られる。

### けやき坂46・日向坂46
ペンライトカラーは 、    イエロー ×    サクラピンク 。
キャッチコピーは「石橋を叩いて割っちゃう河田陽菜です」。
中学生の頃からアイドルが好きで、広島で行われた前田敦子（元AKB48）の握手会にも行ったことがあるという。そんな中、自身が好きなクループの1つであったけやき坂46のオーディションが開催されていることを知り、応募したと語っている。合格後、同オーディションで合格した松田好花と初めて対面した際、SHOWROOM審査で画面越しに見ていた人物が目の前にいたことに、芸能人に遭遇したような感覚となり、号泣してしまったという。

#### 楽曲・ユニット
けやき坂46・日向坂46の楽曲のうち、「You're in my way」「ガラス窓が汚れてる」「43年待ちのコロッケ」の3曲でセンターポジションを担当している。なお、小坂菜緒の休業中には、小坂がセンターポジションを担当する楽曲「キツネ」についても、代理でセンターポジションを担当していた。
1期生の佐々木美玲のことをお母さんのように慕う「みーぱんファミリー」と呼ばれるユニットに、同期の濱岸と、3期生の山口陽世と共に所属している。また、同期生の丹生明里とのコンビ名を、日向坂46のスタッフから「2人が喋っているとほっこりして、おみそしるみたいだね」と言われたことから、「おみそしるコンビ」としている。そのほか、元メンバーで1期生の影山優佳とは、2001年生まれの同い年であることから、20歳を表す「はたち」から取り、「ハタチズ」のコンビ名を使用している。影山は「同い年と言って驚かれる率120%でお馴染み！もはや話のネタになってます！」と述べている。
けやき坂46と日向坂46の好きな楽曲は「おいで夏の境界線」「JOYFUL LOVE」。

## 作品

### シングル
けやき坂46
- NO WAR in the future（2017年10月25日、SRCL-9583/4）- EAN 4547366331646。
- 半分の記憶（2018年3月7日、SRCL-9744）- EAN 4547366350302。
- ハッピーオーラ（2018年8月15日、SRCL-9924/5）- EAN 4547366371086。
- 君に話しておきたいこと（2019年2月27日、SRCL-9985/6）- EAN 4547366383324。
- 抱きしめてやる（2019年2月27日、SRCL-9985/6）- EAN 4547366383324。

日向坂46
- キュン（2019年3月27日、SRCL-11121/7）- EAN 4547366399219。
- JOYFUL LOVE（2019年3月27日、SRCL-11121/7）- EAN 4547366399219。
- ときめき草（2019年3月27日、SRCL-11125/6）- EAN 4547366399233。
- 沈黙が愛なら（2019年3月27日、SRCL-11127）- EAN 4547366399240。
- ドレミソラシド（2019年7月17日、SRCL-11220/6）- EAN 4547366412871。
- キツネ（2019年7月17日、SRCL-11220/6）- EAN 4547366412871。
- Cage（2019年7月17日、SRCL-11226）- EAN 4547366412901。
- Dash&Rush（2019年7月17日、SRCL-11226）- EAN 4547366412901。
- こんなに好きになっちゃっていいの?（2019年10月2日、SRCL-11310/6）- EAN 4547366422436。
- ホントの時間（2019年10月2日、SRCL-11310/6）- EAN 4547366422436。
- 川は流れる（2019年10月2日、SRCL-11316）- EAN 4547366422467。
- ソンナコトナイヨ（2020年2月19日、SRCL-11450/6）- EAN 4547366442526。
- 青春の馬（2020年2月19日、SRCL-11450/6）- EAN 4547366442526。
- ナゼ―（2020年2月19日、SRCL-11454/5）- EAN 4547366442540。
- 君のため何ができるだろう（2020年2月19日、SRCL-11456）- EAN 4547366442557。
- 君しか勝たん（2021年5月26日、SRCL-11794/802）- EAN 4547366504392。
- 声の足跡（2021年5月26日、SRCL-11794/802）- EAN 4547366504392。
- 世界にはThank you!が溢れている（2021年5月26日、SRCL-11800/1）- EAN 4547366504422。
- 膨大な夢に押し潰されて（2021年5月26日、SRCL-11802）- EAN 4547366504439。
- ってか（2021年10月27日、SRCL-11941/9）- EAN 4547366527520。
- 何度でも何度でも（2021年10月27日、SRCL-11941/9）- EAN 4547366527520。
- 思いがけないダブルレインボー（2021年10月27日、SRCL-11941/2）- EAN 4547366527520。
- 酸っぱい自己嫌悪（2021年10月27日、SRCL-11947/8）- EAN 4547366527551。
- アディショナルタイム（2021年10月27日、SRCL-11949）- EAN 4547366527568。
- 僕なんか（2022年6月1日、SRCL-12140/8）- EAN 4547366557145。
- 飛行機雲ができる理由（2022年6月1日、SRCL-12140/8）- EAN 4547366557145。
- 恋した魚は空を飛ぶ（2022年6月1日、SRCL-12146/7）- EAN 4547366557183。
- 知らないうちに愛されていた（2022年6月1日、SRCL-12148）- EAN 4547366557176。
- 月と星が踊るMidnight（2022年10月26日、SRCL-12320/8）- EAN 4547366583045。
- HEY!OHISAMA!（2022年10月26日、SRCL-12320/8）- EAN 4547366583045。
- 10秒天使（2022年10月26日、SRCL-12322/3）- EAN 4547366583052。
- 一生一度の夏（2022年10月26日、SRCL-12328）- EAN 4547366583076。
- One choice（2023年4月19日、SRCL-12490/8）- EAN 4547366612684。
- 恋は逃げ足が早い（2023年4月19日、SRCL-12490/8）- EAN 4547366612684。
- You’re in my way（2023年4月19日、SRCL-12492/3）- EAN 4547366612691。
- 友よ 一番星だ（2023年4月19日、SRCL-12498）- EAN 4547366612714。
- Am I ready?（2023年7月26日、SRCL-12610/8）- EAN 4547366625868。
- 接触と感情（2023年7月26日、SRCL-12610/1）- EAN 4547366625868。
- 君は逆立ちできるか？（2023年7月26日、SRCL-12614/5）- EAN 4547366625882。
- ガラス窓が汚れてる（2023年7月26日、SRCL-12618）- EAN 4547366625899。
- 君はハニーデュー（2024年5月8日、SRCL-12860/8）- EAN 4547366670318。
- 恋とあんバター（2024年5月8日、SRCL-12862/3）- EAN 4547366670325。
- 僕に続け（2024年5月8日、SRCL-12868）- EAN 4547366670301。
- 絶対的第六感（2024年9月18日、SRCL-13000/8）- EAN 4547366698114。
- 永遠のソフィア（2024年9月18日、SRCL-13000/1）- EAN 4547366698114。
- 卒業写真だけが知ってる（2025年1月29日、SRCL-13120/8）- EAN 4547366719680。
- 孤独たちよ（2025年1月29日、SRCL-13120/1）- EAN 4547366719680。
- 43年待ちのコロッケ（2025年1月29日、SRCL-13124/5）- EAN 4547366719710。
- Love yourself!（2025年5月21日、SRCL-13270/8）- EAN 4547366743081。
- You are forever（2025年5月21日、SRCL-13270/1）- EAN 4547366743081。
- やらかした（2025年5月21日、SRCL-13272/3）- EAN 4547366743098。
- 海風とわがまま（2025年5月21日、SRCL-13278）- EAN 4547366743128。

### アルバム
けやき坂46
- 走り出す瞬間（2018年6月20日、SRCL-9825/9）- EAN 4547366358575。

日向坂46
- ひなたざか（2020年9月23日、SRCL-11580/4）- EAN 4547366470109。
- 脈打つ感情（2023年11月8日、SRCL-12720/6）- EAN 4547366647020。

### 未音源楽曲
- HELL ROSE：チョコラショコラ（ドラマ『声春っ!』劇中に登場するアイドルユニット）[60]。

### 映像作品
- けやき坂46 2期生特典映像（2018年3月7日）- EAN 4547366350296。
- ひらがな武道館 〜Day3 Special Selection〜（2018年6月20日）- EAN 4547366358575。
- ひらがな全国ツアー2017 Live&Documentary（2018年6月20日）- EAN 4547366358582。
- 織田奈那×河田陽菜 自撮りTV（2018年8月15日）- EAN 4547366371109。
- KEYABINGO!4 ひらがなけやきって何?（2018年11月9日）- EAN 4988021716512、EAN 4988021147545。
- マギアレコード 魔法少女まどか☆マギカ外伝（2019年2月27日）- EAN 4534530114068、EAN 4534530114075。
- けやき坂46ストーリー 〜ひなたのほうへ〜（2019年3月27日）- EAN 4547366399219。
- はじめて心霊スポットに行ってみた（2019年7月17日）- EAN 4547366412871。
- ひなたの休日（2019年10月2日）- EAN 4547366422436。
- HINABINGO!（2019年11月22日）- EAN 4988021717656、EAN 4988021148740。
- 日向坂46 大富豪No.1決定戦（2020年2月19日）- EAN 4547366442526、EAN 4547366442533、EAN 4547366442540。
- HINABINGO!2（2020年4月3日）- EAN 4988021718011、EAN 4988021140089。
- DASADA（2020年5月22日）- EAN 4988021718073、EAN 4988021140157。
- 日向坂46デビューカウントダウンライブ!! in 横浜アリーナ 〜けやき坂46 LAST LIVE〜（2020年9月23日）- EAN 4547366470109。
- 日向坂46デビューカウントダウンライブ!! in 横浜アリーナ 〜日向坂46 FIRST LIVE〜（2020年9月23日）- EAN 4547366470116。
- 3年目のデビュー（2021年1月20日）- EAN 4517331070719、EAN 4517331070726。
- 〜ひらがな推し〜「としちゃんと愉快な仲間たち編」（2021年3月31日）- EAN 4547366499780。
- 〜ひらがな推し〜「京子さん、何してんですか編」（2021年3月31日）- EAN 4547366499803。
- 〜ひらがな推し〜「日向のバラエティ女王誕生編」（2021年3月31日）- EAN 4547366499810。
- 〜ひらがな推し〜「パンの鉄砲を撃ちますよ編」（2021年3月31日）- EAN 4547366499797。
- 〜ひらがな推し〜「あだ名がおたけになりました編」（2021年3月31日）- EAN 4547366499773。
- かわだっち（2021年5月26日）- EAN 4547366504422。
- 声春っ!（2021年9月15日）- EAN 4988021718714、EAN 4988021140959。
- ひなたの夏休み（2021年10月27日）- EAN 4547366527551。
- 〜ひらがな推し〜初ガツオを推すしかない編（2022年1月1日）- EAN 4547366540796。
- 〜ひらがな推し〜好きな人いるの?ニブだよ編（2022年1月1日）- EAN 4547366540772。
- 〜ひらがな推し〜ヘビーリトルトゥース誕生編（2022年1月1日）- EAN 4547366540765。
- 〜ひらがな推し〜埼玉と春日が生んだ怒涛の起爆剤編（2022年1月1日）- EAN 4547366540789。
- 〜ひらがな推し〜いつでもどこでも変化球編（2022年1月1日）- EAN 4547366540758。
- ひなたのバス旅（2022年6月1日）- EAN 4547366557152、EAN 4547366557183。
- 日向坂46 3周年記念MEMORIAL LIVE 〜3回目のひな誕祭〜 in 東京ドーム（2022年7月20日）- EAN 4547366568318、EAN 4547366568301。
- 渡邉美穂 卒業セレモニー（2022年10月26日）- EAN 4547366583045、EAN 4547366583052。
- 希望と絶望（2022年12月21日）- EAN 4550450021729、EAN 4550450021736。
- 〜日向坂で会いましょう〜加藤史帆のバーベキューで会いましょう（2023年1月1日）- EAN 4547366595888。
- 〜日向坂で会いましょう〜佐々木久美の野球で会いましょう（2023年1月1日）- EAN 4547366595901。
- 〜日向坂で会いましょう〜金村美玖のオードリーに会いましょう（2023年1月1日）- EAN 4547366595895。
- 〜日向坂で会いましょう〜小坂菜緒のヒットキャンペーンで会いましょう（2023年1月1日）- EAN 4547366595918。
- 〜日向坂で会いましょう〜丹生明里の団体戦で会いましょう（2023年1月1日）- EAN 4547366595925。
- Happy Smile Tour 2022（2023年4月19日）- EAN 4547366612684、EAN 4547366612691。
- W-KEYAKI FES. 2022（2023年7月26日）- EAN 4547366625868、EAN 4547366625875。
- 日向坂46 4周年記念MEMORIAL LIVE 〜4回目のひな誕祭〜 in 横浜スタジアム（2023年9月13日）- EAN 4547366634235、EAN 4547366634228。
- 日向坂46「Happy Train Tour 2023」in 大阪城ホール（2023年11月8日）- EAN 4547366647020、EAN 4547366647037。
- ひらがなくりすます2018 & ひなくり2019〜2022 Complete Box（2023年12月24日）- EAN 4547366655889。
- 〜日向坂で会いましょう〜齊藤京子の野球を好きになりましょう（2024年1月31日）- EAN 4547366660821。
- 〜日向坂で会いましょう〜佐々木美玲のおひさまたちを釣りましょう（2024年1月31日）- EAN 4547366660791。
- 〜日向坂で会いましょう〜河田陽菜の秋頃に会いましょう（2024年1月31日）- EAN 4547366660784。
- 〜日向坂で会いましょう〜松田好花のリトルトゥースになりましょう（2024年1月31日）- EAN 4547366660807。
- 〜日向坂で会いましょう〜上村ひなのの三期生に出会いましょう（2024年1月31日）- EAN 4547366660814。
- 日向坂46 齊藤京子卒業コンサート&5周年記念MEMORIAL LIVE 〜5回目のひな誕祭〜 in 横浜スタジアム（2024年7月24日）- EAN 4547366690101、EAN 4547366690088。
- BEST MUSIC VIDEO COLLECTION 2015-2024（2024年12月3日）- EAN 4547366713909。
- 〜日向坂で会いましょう〜新年早々バトりましょう（2025年4月9日）- EAN 4547366731361。
- 〜日向坂で会いましょう〜OBKを炙り出しましょう（2025年4月9日）- EAN 4547366731323。
- 〜日向坂で会いましょう〜ポンコツたちを集めましょう（2025年4月9日）- EAN 4547366731330。
- 〜日向坂で会いましょう〜四期生を知ってもらいましょう（2025年4月9日）- EAN 4547366731354。
- 〜日向坂で会いましょう〜宮崎に行きましょう（2025年4月9日）- EAN 4547366731347。
- ひなたフェス2024（2025年5月21日）- EAN 4547366743081、EAN 4547366743098、EAN 4547366743104。
- Behind the scenes of ひなたフェス2024（2025年5月21日）- EAN 4547366743111。
- 日向坂46 6周年記念MEMORIAL LIVE 〜6回目のひな誕祭〜 in 横浜スタジアム（2025年7月23日）- EAN 4547366757309、EAN 4547366757316、EAN 4547366757323。

## 出演

### テレビドラマ
- DASADAシリーズ（日本テレビ）- トックリン 役[61]。
  - DASADA（2020年1月16日 - 3月19日）[62]
  - DASADA 〜未来へのカウントダウン〜（2020年7月2日 - 9月10日）[63]
- 声春っ!（2021年4月29日 - 7月1日、日本テレビ系）- 本田多恵 役[64]。

### 情報・バラエティ番組
- 逃走中×逃走中 グレートコラボSP（2023年4月9日、フジテレビ）[65]

### ラジオ番組
- ローソン presents 日向坂46のほっとひといき!（2023年4月7日 - 、TOKYO FM）- パーソナリティ[23][24]。

### イベント
- 東京ガールズコレクション
  - マイナビ presents 第28回 東京ガールズコレクション2019 SPRING / SUMMER（2019年3月30日、横浜アリーナ）[66]
  - 第30回 マイナビ 東京ガールズコレクション 2020 SPRING / SUMMER（2020年2月29日、国立代々木競技場 第一体育館）- DASADA STAGE[67]。
  - 第31回 マイナビ 東京ガールズコレクション 2020 AUTUMN / WINTER ONLINE（2020年9月5日、オンライン配信）- DASADA STAGE[68]。

### 広報
- 山口県消費生活センター「山口県消費生活センターからのお知らせ」（2022年7月4日 - ）- イメージキャラクター[69][70]

## 書籍

### 写真集
- 1st写真集『思い出の順番』（2022年3月1日、講談社、撮影：細居幸次郎）[18][19]